# 矩陣單元
在线性代数中，矩陣單元是一個矩阵，其中只有一個元素為1，其餘元素為0。1位於第i行第j列的矩陣單元以{\displaystyle E_{ij}}表示。例如，i = 1，j = 2的3 × 3矩陣單元為
{\displaystyle E_{12}={\begin{bmatrix}0&1&0\\0&0&0\\0&0&0\end{bmatrix}}}

## 性質
{\displaystyle m\times n}矩陣單元的集合是{\displaystyle m\times n}矩陣空間的基。
兩個形狀相同（{\displaystyle n\times n}）的矩陣單元的積滿足關係
{\displaystyle E_{ij}E_{kl}=\delta _{jk}E_{il},}，其中{\displaystyle \delta _{jk}}是克罗内克δ函数。
在環R上{\displaystyle n\times n}純量矩阵的群是在R上{\displaystyle n\times n}矩陣集合中{\displaystyle n\times n}矩陣單元子集的中心化子。
它與另一個矩陣相乘時，它會孤立任意一行或列。例如，對於任何3 × 3矩陣A：
{\displaystyle E_{23}A=\left[{\begin{matrix}0&0&0\\a_{31}&a_{32}&a_{33}\\0&0&0\end{matrix}}\right].}
{\displaystyle AE_{23}=\left[{\begin{matrix}0&0&a_{12}\\0&0&a_{22}\\0&0&a_{32}\end{matrix}}\right].}